# Enric Corominas i Vila
Enric Corominas i Vila (Barcelona, 17 de març de 1936 — Barcelona, 14 de maig de 2023) fou un empresari català.

## Biografia
Germà del financer Joan Corominas i Vila, Enric Corominas va estudiar a la Universitat de Barcelona, on es va llicenciar en economia. Posteriorment va començar a treballar en el sector privat. Com a empresari, va estar molt vinculat al Banc Sabadell. També fou President de la Comissió de Control de la Caixa d'Estalvis i Pensions de Barcelona, membre consultiu del Foment del Treball i del Consell Consultiu de la Cambra de Comerç, Indústria i Navegació de Barcelona, així com membre de consells d’administració de nombroses empreses i institucions.
Entre 1984 i 1987 va presidir el Cercle d’Economia i fou un dels impulsors i primer president de la Fundació Cercle d'Economia. Durant la seva etapa com a President va defensar l'entrada d'Espanya a l'OTAN. Des de la Fundació del Cercle, va promoure la creació de la primera universitat privada de Catalunya, la Universitat Ramon Llull. Entre el 1994 i el 2001 en fou president del Patronat.
Fou un apassionat de l'art i la pintura, i bona part de la seva col·lecció personal decora les parets del Cercle d'Economia.
Molt vinculat al món de l'esport nàutic, fou President de la Federació Catalana de Natació entre 1972 i 1976, President del Club Nàutic Costa Brava i del Reial Club Nàutic de Barcelona entre 2010 i 2016. Defensor de l'esport, en el moment en què les federacions espanyoles van intentar eliminar les federacions catalanes per substituir-les per entitats provincials ell va ser un dels dirigents que s'hi va oposar.
Va morir el maig de 2023 als 87 anys a Barcelona.

## Premis i reconeixements
El 2001 va rebre la Medalla d’Or de la Universitat Ramon Llull i el 2015 la Medalla d’Honor de Barcelona.